# Evangelische Kirche (Volkershausen)

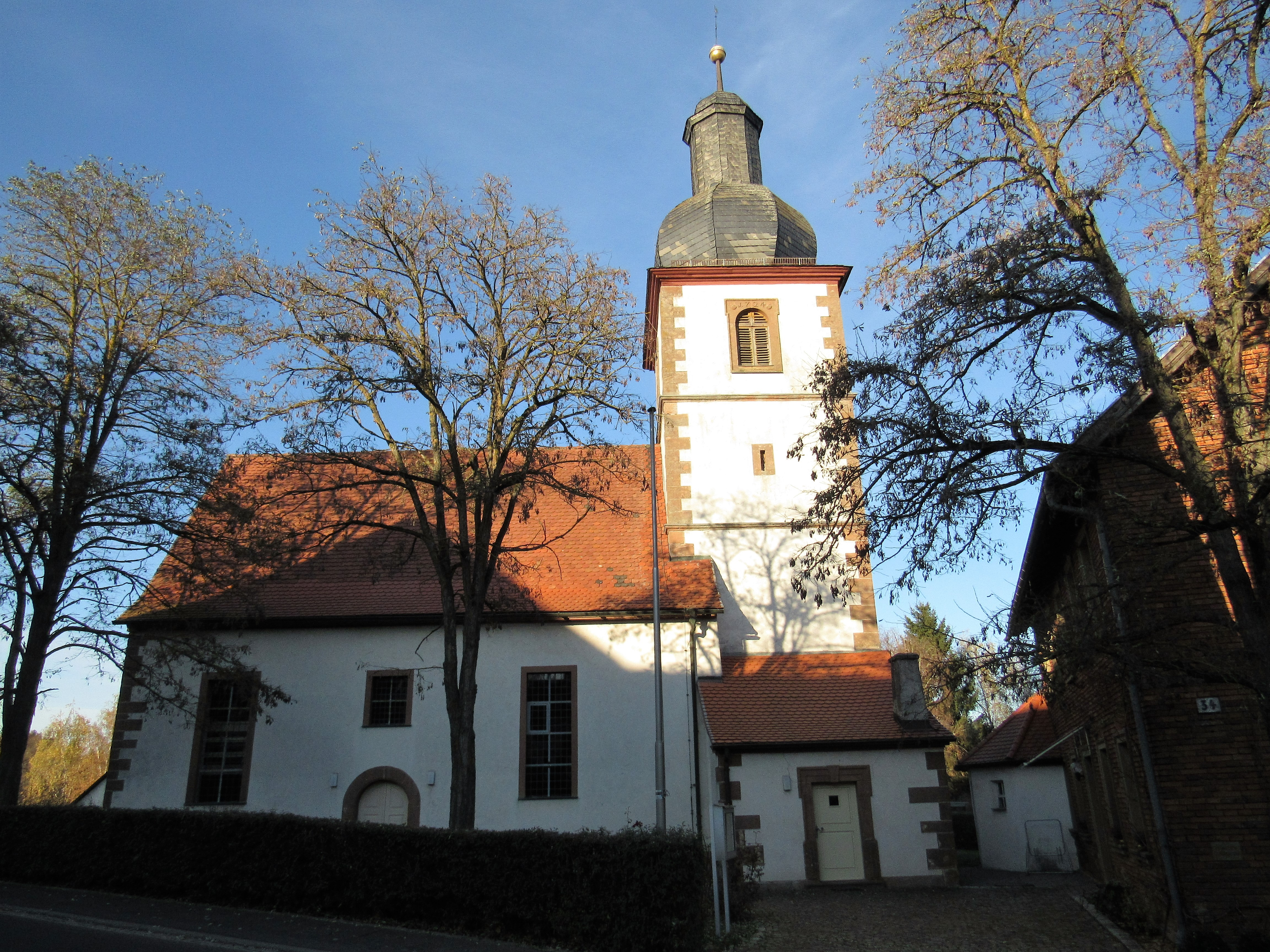
Die ev. Kirche von Volkershausen

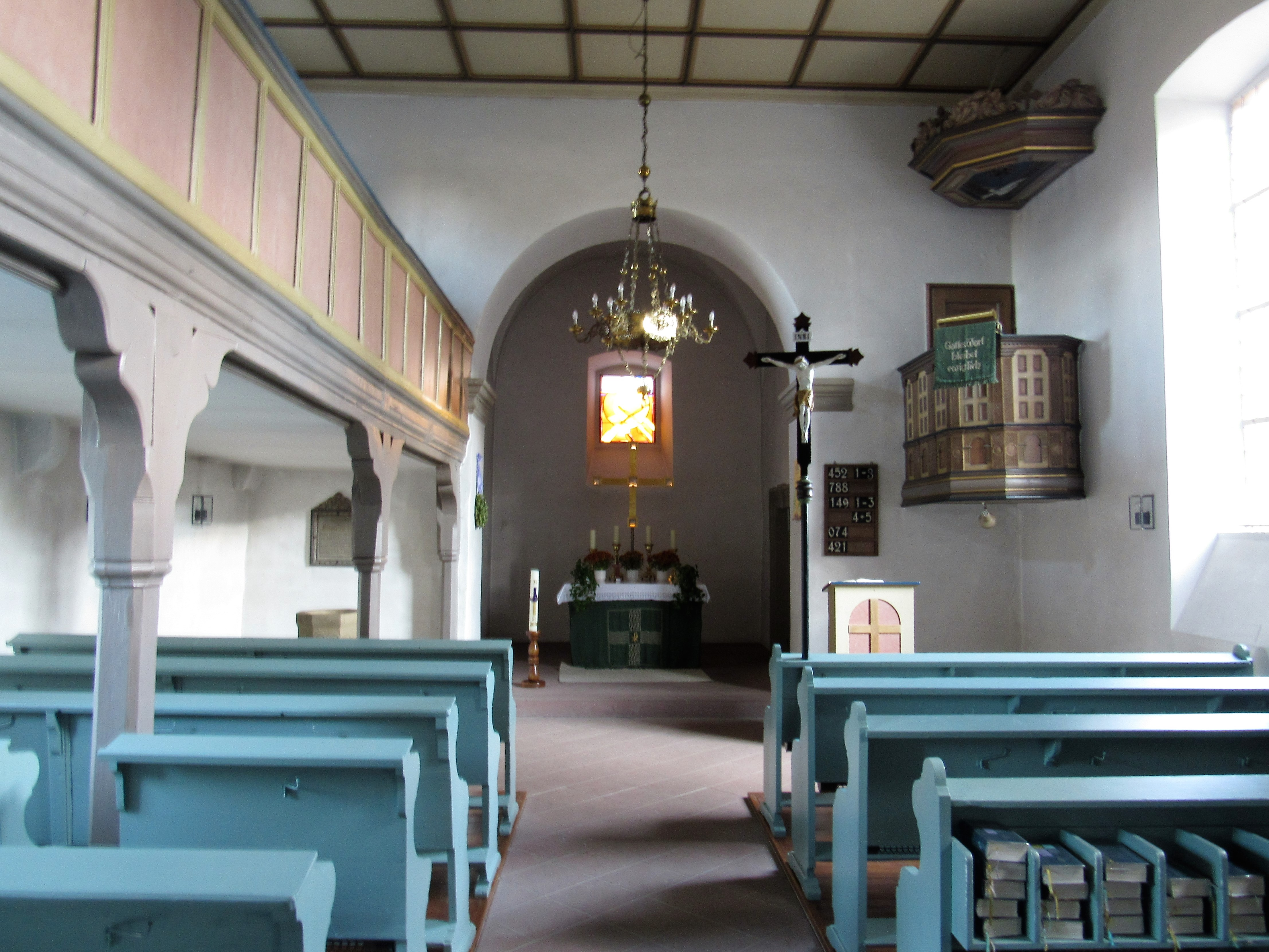
Innenraum der Kirche

Die evangelische Kirche  Volkershausen ist eine der beiden Dorfkirchen von Volkershausen, einem Gemeindeteil von Maßbach im unterfränkischen Landkreis Bad Kissingen. Die Kirchengemeinde Volkershausen gehört seit 2013 ebenso wie die von Maßbach, Poppenlauer, Rothhausen und Thundorf zur evangelisch-lutherischen Pfarrei Lauertal im Dekanat Schweinfurt. Die Kirche zählt zu den Baudenkmälern von Maßbach und ist unter der Nummer D-6-72-131-29 in der Bayerischen Denkmalliste registriert.

## Geschichte
Der untere Teil des Chorturmes ist mittelalterlich. Im Jahr 1724 wurde er erhöht. Gleichzeitig wurde das Langhaus angebaut. Um das Jahr 1930 wurde es um 3 m nach Westen verlängert. Die Orgel wurde 1896 installiert. Bei einer Renovierung der Kirche 1974 wurde die Einfriedung entfernt und die Kirche außen verputzt. Eine erneute Renovierung 1987 hatte  mit der Neugestaltung des Bodens und einem Anstrich der Wände ihren Schwerpunkt im Kircheninneren.

## Beschreibung und Ausstattung
Die Kirche besteht aus dem Langhaus, das außen mit einem Satteldach und innen mit einer Kassettendecke bedeckt ist, und dem Chorturm im Osten, der mit einer schiefergedeckten Zwiebelhaube bedeckt ist. Sie besitzt eine alte hölzerne Kanzel. Die Empore, welche die gesamte westliche und nördliche Wand einnimmt, stammt vermutlich aus der gleichen Zeit wie die Kanzel. Der Taufstein trägt die Jahreszahl 1600. Im Erdgeschoss des Chorturms, das mit einem Kreuzgewölbe überspannt ist, befindet sich links ein ehemaliges Sakramentshaus. Den Altar ziert ein goldenes Kreuz. Es ersetzte am Altar das heutige Tragekreuz. Bis zum 2. Weltkrieg hingen im Glockenstuhl 3 Kirchenglocken, von denen zwei abgeliefert werden mussten. Sie wurden erst 1950 von dem Gießer Friedrich Wilhelm Schilling aus Heidelberg ersetzt.